# Впусти меня (телесериал)
«Впусти меня» (англ. Let the Right One In) — американский драматический хоррор-сериал, созданный Эндрю Хиндерэйкером и транслировавшийся на телеканале Showtime с 9 октября 2022 года. Сериал основан на одноимённом романе 2004 года. Главные роли исполнили Демиан Бичир, Аника Нони Роуз, Грейс Гаммер, Мэдисон Тэйлор Баэс, Иэн Форман и Ник Стал. 
В центре сюжета находится мужчина Марк и его дочь, которая превратилась в вампира. С тех пор они пытаются найти лекарство от страшного вируса. В отличие от оригинального романа, сериал фокусирует своё внимание на Марке и его заботе над дочерью.
Премьера сериала состоялась на телеканале Showtime 9 октября 2022 года. Вскоре после окончания первого сезона сериал был закрыт.

## Сюжет
Марк Кейн — отец-одиночка, который защищает свою дочь Элеонору после того, как она случайно превратилась в вампира 10 лет назад. С тех пор Элеонора застряла в возрасте 12 лет. В надежде найти лекарство от вируса, Марк и Элеонора путешествовали по всей стране, пока не обосновались в Нью-Йорке.  
Вскоре Элеонора встречает 12-летнего мальчика по имени Исайя и проникается симпатией к нему. Тем временем Марк использует учёную Клэр Логан для того, чтобы она помогла им найти лекарство от вампиризма Элеоноры. 

## В ролях

### Главные
- Демиан Бичир — Марк Кейн
- Аника Нони Роуз — Наоми Коул
- Грейс Гаммер — Клэр Логан
- Мэдисон Тэйлор Баэс — Элеонора Кейн
- Иэн Форман — Исайя Коул
- Ник Стал — Мэттью Дин
- Джейкоб Бастер — Питер Логан
- Кевин Кэрролл — Зик Доуз

### Второстепенные
- Желько Иванек — Артур Логан
- Фернанда Андраде — Элизабет Кейн
- Джимми Саито — Бен Джонс
- Джош Уингейт — Роланд
- Кэролайн Нефф — Даниэль Уилсон
- Ато Эссандо — Фрэнк

## Сезоны
| Сезон | Серии | Серии | Даты показа    | Даты показа     |
| Сезон | Серии | Серии | Первая серия   | Последняя серия |
| ----- | ----- | ----- | -------------- | --------------- |
| 1     | 10    | 10    | 9 октября 2022 | 11 декабря 2022 |

## Эпизоды

### Сезон 1(2022)
| № общий | № в сезоне | Название                                                       | Режиссёр      | Автор сценария    | Дата премьеры   | Зрители в США (млн) |
| --- | ---------- | -------------------------------------------------------------- | ------------- | ----------------- | --------------- | ------------------- |
| 1 | 1          | «Всё ради крови» «Anything for Blood»                          | Сет Манн      | Эндрю Хиндерэйкер | 9 октября 2022  | 0.054               |
| Марк и Элеонора возвращаются в Нью-Йорк в надежде найти лекарство от редкого заболевания. Наоми пытается совмещать расследование жестокого убийства на работе с воспитанием своего сына Исайи. Тем временем Клэр получает шокирующий звонок от своего отца, с которым она давно не общалась. |            |                                                                |               |                   |                 |                     |
| 2 | 2          | «Заступник» «Intercessors»                                     | Сет Манн      | Эндрю Хиндерэйкер | 16 октября 2022 | TBA                 |
| Марк идёт по следу, который может помочь ему найти лекарство для Элеоноры. В это же время Элеонора тайком отправляется на шоу талантов Исайи, а Наоми обнаруживает тревожную закономерность в череде местных убийств.                                                                        |            |                                                                |               |                   |                 |                     |
| 3 | 3          | «Разбитое стекло» «Broken Glass»                               | Сет Манн      | Лаура Маркс       | 23 октября 2022 | TBA                 |
| Узнав, что Наоми — детектив по расследованию убийств, Марк заметает следы. После того, как Элеонора узнаёт, что над Исайей издеваются, она начинает жаждать мести. Наоми и Бен делают важное открытие, а Клэр близка к крупному прорыву.                                                     |            |                                                                |               |                   |                 |                     |
| 4 | 4          | «Походы» «Outings»                                             | Эва Сёрхёуг   | Мфонисо Удофия    | 30 октября 2022 | TBA                 |
| Празднование десятой годовщины ресторана Марком и Зиком заканчивается неожиданным скандалом. Элеонора и Исайя сбегают на ночь, полную чудес и опасностей, а Наоми сталкивается с новыми обстоятельствами в своём деле. Тем временем Клэр добивается больших успехов.                         |            |                                                                |               |                   |                 |                     |
| 5 | 5          | «Любой ценой» «Quoquo Modo Necessarium»                        | Эва Сёрхёуг   | Эндрю Хиндерэйкер | 6 ноября 2022   | TBA                 |
| Марк быстро наводит порядок, а Зик присоединяется к нему в качестве помощника. В лаборатории Клэр терпит серьёзную неудачу, но Мэттью предлагает решение. Тем временем Наоми делает шокирующее открытие, которое подтверждает её худшие опасения.                                            |            |                                                                |               |                   |                 |                     |
| 6 | 6          | «Звездочёты» «Stargazers»                                      | Вьет Нгуен    | Рен Дара Сантьяго | 13 ноября 2022  | TBA                 |
| Пока Марк, Наоми и Элли вместе стараются сделать так, чтобы у Исайи был лучший день рождения в его жизни, у них возникают сложные чувства. Тем временем Клэр начинает сближаться с Мэттью и продолжает идти по пути, с которого нет возврата.                                                |            |                                                                |               |                   |                 |                     |
| 7 | 7          | «Больше, чем вы когда-либо знали» «More Than You'll Ever Know» | Сара Бойд     | Эндрю Хиндерэйкер | 20 ноября 2022  | 0.072               |
| История того, как именно Элеонора трансформировалась в вампира, наконец раскрывается. |            |                                                                |               |                   |                 |                     |
| 8 | 8          | «Или остаться и умереть» «Or Stay and Die»                     | Вьет Нгуен    | Дэвид Туркел      | 27 ноября 2022  | 0.102               |
| Марк идёт на свидание с Наоми, но Элеонора понимает, что его мотивы могут быть не такими искренними, как кажутся. Наоми и Бен приближаются к своей подозреваемой Клэр, которая нашла новый ужасающий способ продвигать свои исследования.                                                    |            |                                                                |               |                   |                 |                     |
| 9 | 9          | «Монстр» «Monster»                                             | Хироми Камата | Лаура Маркс       | 4 декабря 2022  | 0.109               |
| Отчаявшись найти помощь, Марк обращается за советом к своей вере, но Элеонора решает помочь ему, рискуя своей жизнью. Тем временем Наоми навещает на работе грозный новый агент «Интерпола», а Исайя получает душераздирающие новости.                                                       |            |                                                                |               |                   |                 |                     |
| 10 | 10         | «Что делается в темноте» «What's Done in the Dark»             | Хлоя Окуно    | Эндрю Хиндерэйкер | 11 декабря 2022 | 0.066               |
| Марк и Элеонора обращаются за помощью к Клэр и Питеру, но вскоре понимают, что у них может быть свой план. Наоми и её новая напарница Дебра продвигаются в расследовании, и вскоре Наоми раскрывает огромную тайну.                                                                          |            |                                                                |               |                   |                 |                     |

## Производство

### Разработка
Телевизионная адаптация романа 2004 года «Впусти меня» изначально разрабатывалась для телеканала A&E. 29 августа 2016 года пилотный эпизод сериала разрабатывался для телеканала TNT как хоррор-драма, основанная на той же идее, что и её предшественник. 13 апреля 2017 года TNT объявил, что отказался от пилотного эпизода и продаёт права на сериал другим телеканалам в виде его текущей версии или потенциальной перезагрузки.
15 марта 2021 года телеканал Showtime заказал пилотный эпизод, а Эндрю Хиндерэйкер стал шоураннером проекта. 22 сентября 2021 года Showtime заказал полноценный первый сезон будущего сериала, состоящий из 10 эпизодов. 
30 января 2023 года сериал был официально закрыт после первого сезона. 

### Кастинг
Актриса Кристин Фросет была утверждена на главную роль Элизабет в раннем пилотном эпизоде от TNT 29 сентября 2016 года. 13 октября 2016 года Бенджамин Уодсворт и Томас Кречман были утверждены на другие главные роли — Генри и инспектора Эриксона соответственно. 20 октября 2016 года Некар Задеган и Кэмерон Геллман присоединились к актёрскому касту в ролях специального агента ФБР Сары Чёрч и Кайла соответственно. Даррен Манн присоединился к пилотному эпизоды в роли Лукаса 25 октября 2016 года. Однако пилотный эпизод на TNT был закрыт в апреле 2017 года ещё до начала съёмок и все эти актёры так и не появились в сериале.
15 марта 2021 года Демиан Бичир подписал контракт на главную роль в сериале, который перешёл на телеканал Showtime. 15 апреля 2021 года Аника Нони Роуз присоединилась к основному актёрскому составу в роли Наоми. 29 апреля 2021 года Грейс Гаммер присоединилась к актёрскому касту в роли Клэр. 26 января 2022 года Ник Стал получил постоянную роль Мэттью в сериале. 17 июня 2021 года Мэдисон Тэйлор Баэс получила главную роль Элеоноры в паре с Бичиром, а Кевин Кэрролл, Джейкоб Бастер и Иэн Форман также присоединились к актёрскому составу. Желько Иванек и Фернанда Андраде присоединились к сериалу в новых ролях Артура и Элизабет соответственно. Джимми Саито, Джош Уингейт и Кэролайн Нефф присоединились к сериалу в эпизодических ролях Бена, Роланда и Даниэль Уилсон соответственно.

### Съёмки
Съёмочный процесс сериала стартовал 31 мая 2021 года в Нью-Йорке. 

## Критика
На сайте-агрегаторе Rotten Tomatoes сериал получил положительную оценку в 68 % на основе 31 рецензии со стороны критиков. Консенсус сайта гласит: «„Впусти меня“ не идёт ни в какое сравнение с оригинальным фильмом, но зрители, которые пригласят эту вампирскую хронику к себе домой или на экраны телевизоров, будут вознаграждены захватывающими актёрскими работами».
На сайте Metacritic сериал получил среднюю оценку в 63 балла из 100 на основе 18 рецензий со стороны критиков, что указывает на «в целом положительные отзывы».